# Wojciech Strzemżalski

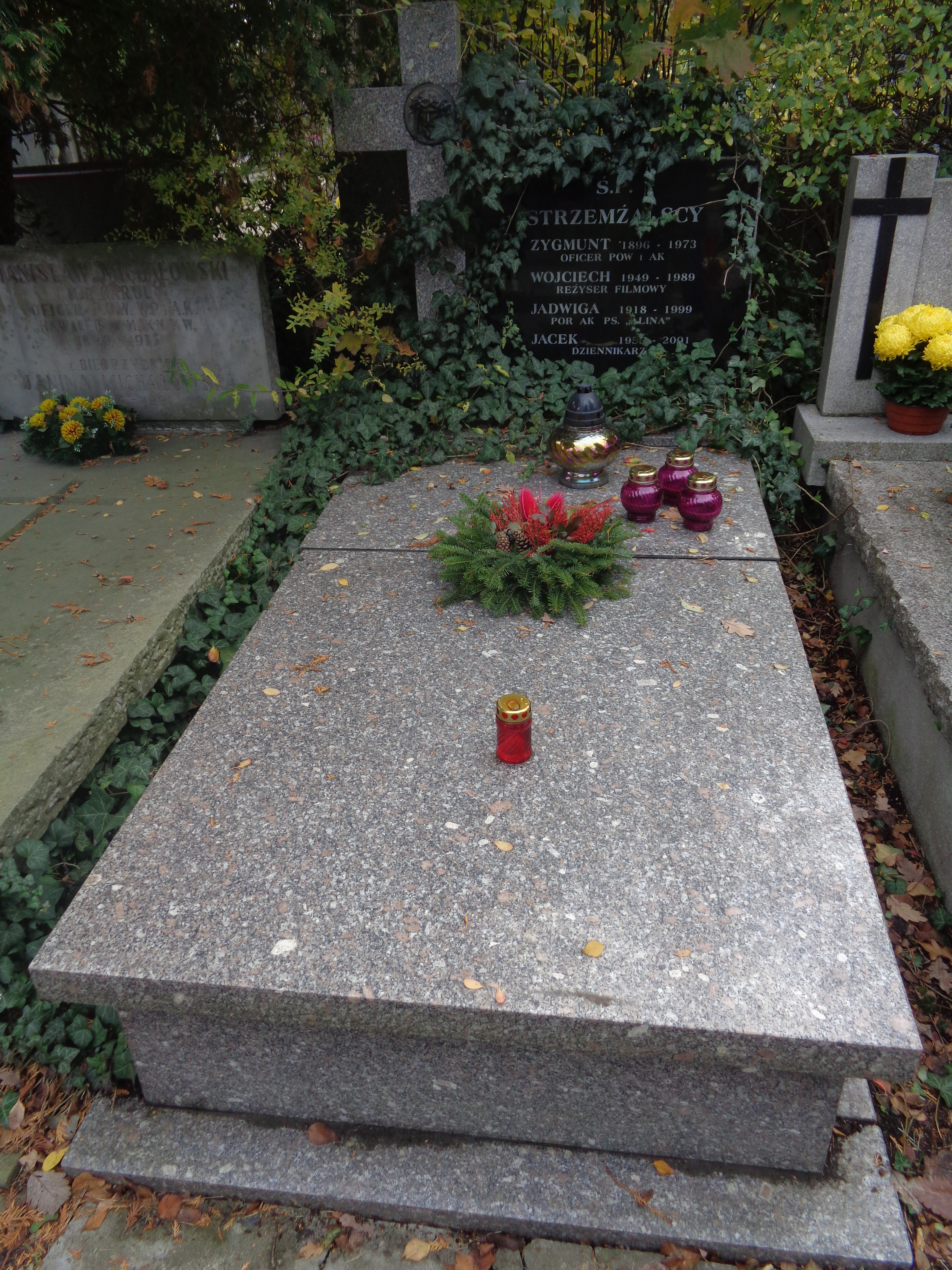
Grób Wojciecha Strzemżalskiego na Cmentarzu Wojskowym na Powązkach

Wojciech Strzemżalski (ur. 28 maja 1949 w Warszawie, zm. 18 marca 1989) – polski reżyser i scenarzysta filmowy.

## Życiorys
Absolwent Wydziału Ekonomii Politycznej Uniwersytetu Warszawskiego (1971) oraz Wyższego Studium Zawodowe Organizacji Produkcji Filmowej i Telewizyjnej Państwowej Wyższej Szkoły Filmowej, Telewizyjnej i Teatralnej w Łodzi (1973). Oprócz pracy przy produkcjach filmowych, reżyserował także sztuki teatralne w Teatrze Ziemi Krakowskiej im. Ludwika Solskiego w Tarnowie (1974) oraz Teatrze im. Juliusza Osterwy w Gorzowie Wielkopolskim (1984).
Brat Jacka Strzemżalskiego (1955-2001) - aktora i krytyka filmowego. Został pochowany na Cmentarzu Wojskowym na Powązkach (kwatera II C 28–4–2).

## Wybrana filmografia
- Padalce (1973) - rola (poeta), współpraca reżyserska
- Akcja pod Arsenałem (1977) - II reżyser
- Sekret Enigmy (1979) - II reżyser
- Tajemnica Enigmy (1979) - rola (odc. 7), II reżyser
- Ćma (1980) - rola (Wojtek Kwapisz, pracownik radia)
- Incydent na pustyni (1983) -  reżysera, scenariusz
- Pętla dla obcego (cykl Zdaniem obrony, 1984) - reżyseria
- Starzy znajomi (cykl Zdaniem obrony, 1985) - reżyseria, scenariusz, dialogi
- Ostatni dzwonek (1986) - reżysera
- Brawo, mistrzu (1987) - reżyseria

Źródło: Film Polski